# Nom hébreu
 (mars 2025).
La mise en forme du texte ne suit pas les recommandations de Wikipédia : il faut le « wikifier ».
Les points d'amélioration suivants sont les cas les plus fréquents. Le détail des points à revoir est peut-être précisé sur la page de discussion.
- Les titres sont pré-formatés par le logiciel. Ils ne sont ni en capitales, ni en gras.
- Le texte ne doit pas être écrit en capitales (les noms de famille non plus), ni en gras, ni en italique, ni en « petit »…
- Le gras n'est utilisé que pour surligner le titre de l'article dans l'introduction, une seule fois.
- L'italique est rarement utilisé : mots en langue étrangère, titres d'œuvres, noms de bateaux, etc.
- Les citations ne sont pas en italique mais en corps de texte normal. Elles sont entourées par des guillemets français : « et ».
- Les listes à puces sont à éviter, des paragraphes rédigés étant largement préférés. Les tableaux sont à réserver à la présentation de données structurées (résultats, etc.).
- Les appels de note de bas de page (petits chiffres en exposant, introduits par l'outil «  Source ») sont à placer entre la fin de phrase et le point final[comme ça].
- Les liens internes (vers d'autres articles de Wikipédia) sont à choisir avec parcimonie. Créez des liens vers des articles approfondissant le sujet. Les termes génériques sans rapport avec le sujet sont à éviter, ainsi que les répétitions de liens vers un même terme.
- Les liens externes sont à placer uniquement dans une section « Liens externes », à la fin de l'article. Ces liens sont à choisir avec parcimonie suivant les règles définies. Si un lien sert de source à l'article, son insertion dans le texte est à faire par les notes de bas de page.
- La présentation des références doit suivre les conventions bibliographiques. Il est recommandé d'utiliser les modèles {{Ouvrage}}, {{Chapitre}}, {{Article}}, {{Lien web}} et/ou {{Bibliographie}}. Le mode d'édition visuel peut mettre en forme automatiquement les références.
- Insérer une infobox (cadre d'informations à droite) n'est pas obligatoire pour parachever la mise en page.

Pour une aide détaillée, merci de consulter Aide:Wikification.
Si vous pensez que ces points ont été résolus, vous pouvez retirer ce bandeau et améliorer la mise en forme d'un autre article.
 (mars 2025).
Le nom hébreu se construit sur une « racine », généralement trilitère qui, complétée par un morphème discontinu vocalique, forme un thème nominal à partir duquel se construit un nom apte à fonctionner lorsqu'il s'intègre dans une phrase.

## Du thème nominal au nom
Le chargement d'un morphème vocalique thématique (משקל) sur le morphème consonantique radical (שורש) génère un thème nominal. La traduction littérale de michkal étant « un poids », la grammaire de l'hébreu utilise ce mot pour signifier le « pesant de voyelles »  de ce thème nominal.
L'ajout de morphèmes affixés au thème nominal forme un lemme nominal, un nom (שם) apte à intégrer un énoncé (משפט). Un jeu de morphèmes suffixés permet de noter le genre, le nombre, et l'appartenance de ce nom. Quelques morphèmes préfixés, construits à l'aide de particules spécifiques, permettent de lever l'indéfinition du nom, et de le situer dans un environnement syntaxique.

## Morphèmes préfixés
Les morphèmes préfixés sont qualifiés, en raison de la fonction qu'ils exercent, de préfixes déterminatif, ablatif, conjonctif, locatif, datif, et comparatif.
Un thème nominal peut être préfixé par un seul morphème ou par une succession de morphèmes combinés.

### Préfixe déterminatif
(août 2008).
Le morphème préfixé déterminatif ha- s'assimile à l'article défini du français. Ce morphème est parent du préfixe utilisé par les pronoms personnels huʾ , hiʾ , hem, hen et les pronoms démonstratifs lointains correspondants.
Un nom sans préfixe est indéfini.
- Exemple : tapuz se traduit en français par "une orange" (une orange quelconque), bien que l'hébreu ne connaisse pas d'article indéfini.

L'usage du préfixe ha- rend le nom défini.
- Exemple : hatapuz se traduit par "l'orange", cette orange et pas une autre, ou cette orange dont on vient de parler.

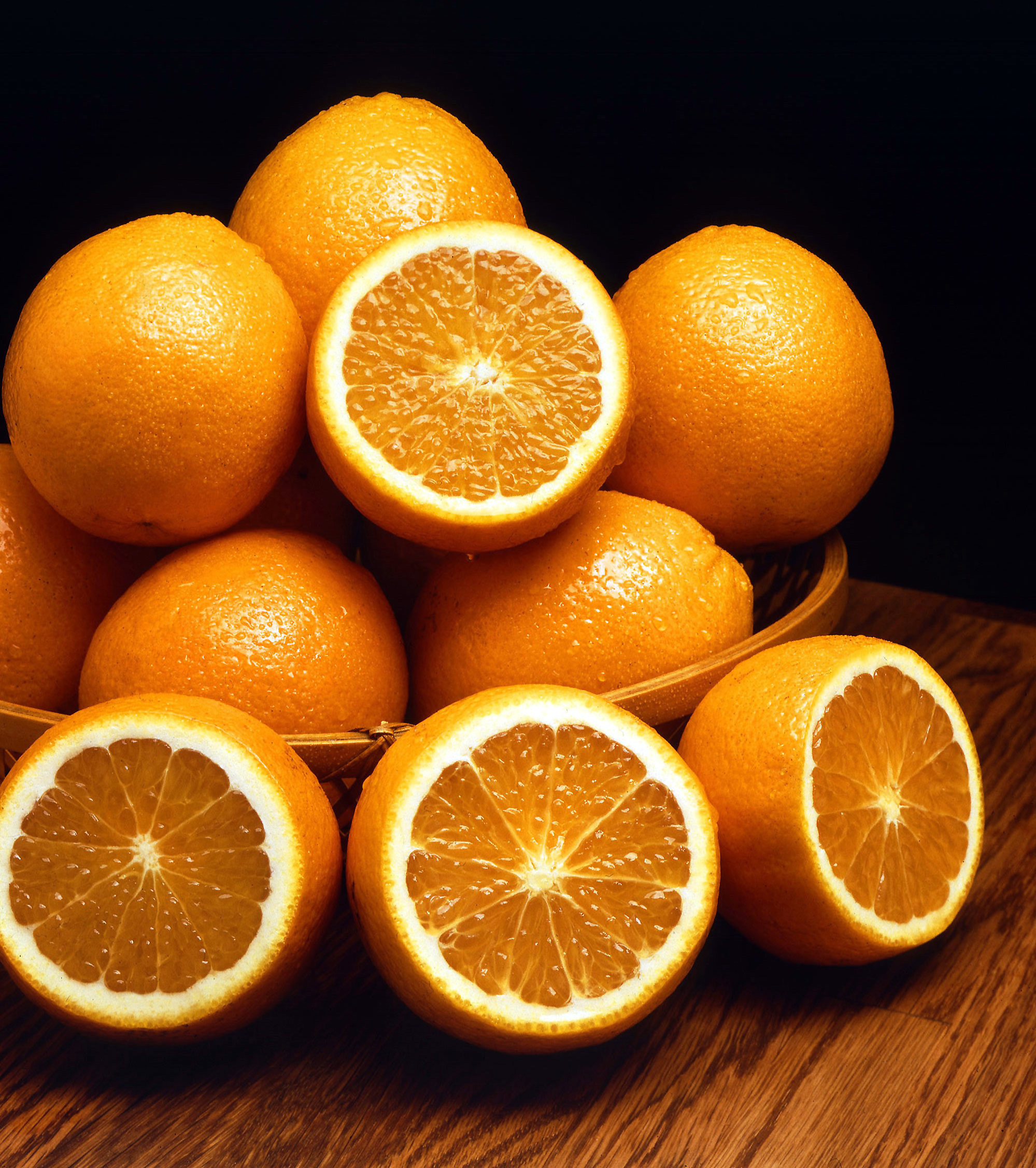
hatapuz

Les noms propres étant définis par nature, ils ne sont jamais précédés d'un morphème préfixé déterminatif.
- Exemple : Daniʾel est un nom propre, donc défini.

### Préfixe ablatif
Le morphème préfixé ablatif mi- généré par contraction de la préposition min marque l'extraction, l'origine, ou le point de départ, et se traduit par la préposition française de, ou par le cas ablatif en latin.
Ce morphème peut être préfixé directement au thème nominal qui reste alors indéfini, il peut aussi précéder un thème nominal défini par le préfixe déterminatif ha-, vu ci-dessus, formant ainsi avec lui un morphème préfixé complexe.
- Exemples : le bruit peut provenir mireḥov d'une rue, ou mehareḥov de la rue.

Ce dernier exemple montre que mi- se vocalise toujours me- devant une consonne gutturale.

### Préfixe conjonctif
Le morphème préfixé conjonctif v- (lettre vav) se traduit en français par la conjonction de coordination et. Ce préfixe permet de lier entre eux des mots ou des propositions. Il s'attache directement au thème nominal indéfini, ou précède les autres préfixes d'un thème déjà porteur de morphèmes préfixés.
- Exemples : vreḥov et une rue, vhareḥov et la rue vmireḥov, et d'une rue, vmehareḥov et de la rue.

### Préfixe locatif
Le morphème préfixé locatif b- généré par contraction de la préposition beyn se traduit en français par la préposition dans, ou par le cas locatif dans les langues indo-européennes.
Lorsque ce morphème précède le préfixe déterminatif ha-, de ce dernier disparait l'aspiration initiale et donc la lettre hé qui indiquait cette aspiration, mais la voyelle a se maintient pour signaler que le nom qu'elle précède est bien défini.
- Exemple : bmidbar dans un désert, bamidbar dans le désert.

### Préfixe datif ou directionnel
Le morphème préfixé datif ou directionnel l-, généré par contraction de la préposition  'èl indiquant une direction, une destination, un but, se traduit en français par les prépositions à, vers, pour, ou par les cas datif, bénéfactif, causal ou directionnel des langues indo-européennes.
- Exemples : lʿaṣakim pour les affaires, lhitraʾoṯ à se revoir (au revoir).

Lorsque, comme pour le préfixe locatif, ce morphème précède le préfixe déterminatif ha-, de ce dernier disparait l'aspiration initiale et donc la lettre hé qui indiquait cette aspiration, mais la voyelle a se maintient pour signaler que le nom qu'elle précède est bien défini.
- Exemples : lḥaverah pour une amie, laḥaverah pour l'amie.

Ce morphème se vocalise parfois en le-, la-, li-. Il se préfixe aussi à un thème verbal pour former l'infinitif considéré comme une forme nominale du verbe.
- Exemples : likhtov écrire (à écrire, pour écrire, au sens de l'anglais to write).

### Préfixe comparatif
Le morphème préfixé comparatif k-, généré par contraction de la préposition kmo, se traduit par la conjonction "comme" en français.

## Morphèmes suffixés

### Suffixes marquant le genre
Marquent le féminin singulier les suffixes-ah, -eṯ et -it.
- Exemples : ḥavayah une expérience, rakévèṯ un train tsimḥoniṯ végétarienne.

Ces exemples rappellent que le genre des noms peut différer de l'hébreu au français.

## Étatsabsoluetconstruitd'un nom
L'état construit se nomme smikhouṯ.